# Clay Township (comté de Shelby, Missouri)
Pour les articles homonymes, voir Clay Township.
Clay Township est un ancien township, situé dans le comté de Shelby, dans le Missouri, aux États-Unis,.
Le township est fondé en 1845 et baptisé en référence à Henry Clay.

### Source de la traduction
- (en) Cet article est partiellement ou en totalité issu de l’article de Wikipédia en anglais intitulé « Clay Township, Shelby County, Missouri » (voir la liste des auteurs).